# محمد بن أبي عمير
مُحَمَّدِ بْنِ ابي عُمَيْرٍ زِيَادٍ بْنِ عِيسَى اَلْأَزْدِيُّ اَلْبَغْدَادِيُّ ، أَبُو أَحْمَدَ ( 217 هـ ) فقيه ومحدث شيعي من أصحاب الكاظم والرضا والجواد عليهم السلام ، واسمه محمد بن زياد الأزدي، وهو من أصحاب الإجماع.
أجمع علماء الشيعة على وثاقته وجلالة قدره وفقاهته، وذهب بعضهم إلى أنّ مراسيله في الحديث كالمسانيد.

## اسمه ونسبه وكنيته
محمد بن أبي عمير زياد بن عيسى أبو أحمد الأزدي البغدادي، من موالي المهلب بن أبي صفرة، ويُقال أنه كان مولى بني أمية، وقد اشتهر بابن أبي عمير، ويُلَقَّب أيضاً بثقة الإسلام.

## صحبته لأئمة الشيعة
عده النجاشي من أصحاب الكاظم والرضا قال:«لقي أبا الحسن موسى  وسمع منه أحاديث، وروى عن الرضا»، وعدّه الطوسي من أصحاب الرضا ، قال: «انه أدرك الائمة الثلاثة: موسى بن جعفر  ولم يرو عنه، وروى عن أبي الحسن الرضا والجواد.»

## عبادته وتقواه
عُرِف ابن أبي عمير بعبادته، فقد روي أن رجلاً عاتب صاحبه، وقال له:«أنت رجل عليك عيال وتحتاج أن تكتسب عليهم، وما آمن أن تذهب عيناك لطول سجودك، فقال: لو ذهبت عين أحد من السجود لذهبت عين ابن أبي عمير، ما ظنك برجل سجد سجدة الشكر بعد صلاة الفجر فما رفع رأسه إلا عند زوال الشمس».وذكر الطوسي:«أنّ ابن أبي عمير كان من أعبد الناس».
وقال الفضل بن شاذان: «أخذ يوما شيخي بيدي وذهب بي إلى ابن أبي عمير، فصعدنا إليه في غرفة وحوله مشايخ له يعظمونه ويبجلونه، فقلت لأبي: من هذا؟ قال: هذا ابن أبي عمير، قلت: الرجل الصالح العابد؟ قال: نعم».
وقال: «دخلت على محمد بن أبي عمير وهو ساجد فأطال السجود».
وقال ابراهيم بن هاشم : « كَانَ اِبْنُ أَبِي عُمَيْرٍ رَجُلاً بَزَّازاً وَ كَانَ لَهُ عَلَى رَجُلٍ عَشَرَةُ آلاَفِ دِرْهَمٍ فَذَهَبَ مَالُهُ وَ اِفْتَقَرَ فَجَاءَ اَلرَّجُلُ فَبَاعَ دَاراً لَهُ بِعَشَرَةِ آلاَفِ دِرْهَمٍ وَ حَمَلَهَا إِلَيْهِ فَدَقَّ عَلَيْهِ اَلْبَابَ فَخَرَجَ إِلَيْهِ مُحَمَّدُ بْنُ أَبِي عُمَيْرٍ - رَحِمَهُ اَللَّهُ - فَقَالَ لَهُ اَلرَّجُلُ : هَذَا مَالُكَ اَلَّذِي لَكَ عَلَيَّ فَخُذْهُ ، فَقَالَ اِبْنُ أَبِي عُمَيْرٍ : فَمِنْ أَيْنَ لَكَ هَذَا اَلْمَالُ؟وَرِثْتَهُ؟ قَالَ : لاَ ، قَالَ : وُهِبَ لَكَ؟ قَالَ : لاَ ، وَ لَكِنِّي بِعْتُ دَارِيَ اَلْفُلاَنِيَّ لِأَقْضِيَ دَيْنِي ، فَقَالَ اِبْنُ أَبِي عُمَيْرٍ - رَحِمَهُ اَللَّهُ - حَدَّثَنِي ذَرِيحٌ اَلْمُحَارِبِيُّ عَنْ أَبِي عَبْدِ اَللَّهِ - عَلَيْهِ السَّلاَمُ - أَنَّهُ قَالَ : " لاَ يُخْرَجُ اَلرَّجُلُ مِنْ مَسْقَطِ رَأْسِهِ بِالدَّيْنِ " اِرْفَعْهَا فَلاَ حَاجَةَ لِي فِيهَا وَ اَللَّهِ إِنِّي مُحْتَاجٌ فِي وَقْتِي هَذَا إِلَى دِرْهَمٍ وَ مَا يَدْخُلُ مِلْكِي مِنْهَا دِرْهَمٌ »

## تعذيبه
روي أن هارون العباسي حبسه ليدل على مواضع الشيعة، وقد ضرب أسواطاً فكاد أن يدل لعظيم الألم، فسمع نداء محمد بن يونس بن عبد الرحمن يقول: يابن أبي عمير اذكر موقفك بين يدي الله، فتقوى محمد وصبر، ويروى: أنه سُجِن أربع سنين
قال الفضل بن شاذان : « سُعي بمحمد بن أبي عمير إلى السلطان أنه يعرف أسامي عامة الشيعة بالعراق، فأمره السلطان أن يسميهم، فامتنع، فجُرد وعلق بين القفازين (العقارين) وضُرب مائة سوط »
قال ابن ابي عمير : « لما ضُربت فبلغ الضرب مائة سوط، أبلغ الضرب الألم إلي فكدت أن أسمي، فسمعت نداء محمد بن يونس بن عبد الرحمان ، يقول : يا محمد ابن أبي عمير، أذكر موقفك بين يدي الله تعالى، فتفويت بقوله فصبرت، ولم أخبر، والحمد لله »

## أقوال العلماء فيه ومكانته
- قال النجاشي: «جليل القدر، عظيم المنزلة فينا وعند المخالفين».[2]
- قال الطوسي: «من أوثق الناس عند الخاصة والعامة».[1]
- قال الكشي: «إنه ممن أجمع أصحابنا على تصحيح ما يصحّ عنه وأقرّوا له بالفقه والعلم».[11]
- قال المامقاني: «ثقة، مراسيله كالمسانيد الصحاح».[12]
- قال علي بن الحسن بن فضال: «ابن أبي عمير أفقه من يونس، وأصلح، وأفضل».[13][14]
- قال الفضل بن شاذان : « أخذ يومًا شيخي بيدي وذهب بي إلى ابن أبي عمير، فصعدنا إليه في غرفة، وحوله مشايخ له يعظمونه، فقلت لأبي : من هذا؟ قال : هذا ابن أبي عمير، قلت : الرجل الصالح العابد؟ قال : نعم »

## رواياته
تبلغ رواياته في الكتب الأربعة عن الأئمة الاثني عشر أكثر من خمسة آلاف وثلاثمائة وستين رواية حسبما ذكر البعض، وصنّف البعض كتاباً بعنوان مسند ابن أبي عمير، وفيه أربعة آلاف رواية.وروى عنه أحمد بن محمد ابن عيسى، كتب مائة رجل من رجال الصادق (عليه السلام)
- ممن روى عنه: إبراهيم بن هاشم، ومحمد بن عبدالجبار القمي، وأحمد بن محمد بن عيسى، وأيوب بن نوح بن درّاج، ويعقوب بن يزيد الانباري ، وعبيدالله بن احمد النهيكي ، والحسن بن محبوب السراد، والحسن بن عليّ بن فضّال، والحسين بن سعيد الأهوازي، والسندي بن ربيع، وعبد الرحمان بن أبي نجران، وعلي بن مهزيار، والفضل بن شاذان، ومحمد بن عيسى بن عبيد، ومحمد بن خالد البرقي، محمد بن عبدالله بن زرارة .[15]
- ممن روى عنهم: أبان بن عثمان الاَحمر، عبدالله بن مسكان ، وعبدالله بن سنان ، وعبدالرحمن بن الحجاج ، وعمر بن أذينة ، وأبي أيوب الخزاز، وأبي المغرا حميد بن المثنى ، وإسحاق بن عمار الصيرفيّ، وجميل بن درّاج النخعي، وحماد بن عثمان، وحمزة بن حمران بن أعين، وحنان بن سدير، وعاصم بن حميد ، وذريح بن يزيد المحاربي، ورفاعة بن موسى النخاس، وسيف بن عميرة النخعي، وشعيب العقرقوفي ، وعبد اللّه بن بكير بن أعين الشيباني، ومعاوية بن وهب البجلي، ومعاوية بن عمار الدهني، وهشام بن الحكم، وهشام بن سالم الجواليقي، ويونس بن يعقوب.[15][17]

## كتبه
صنف - رحمه الله - 94 كتابًا كما قال البرقي ، ومن اهمها كتاب "النوادر"
قال الشيخ الصدوق : « كتب مشهورة، عليها المعول وإليها المرجع - الى ان يقول - ونوادر محمد بن أبي عمير »
وقال النجاشي : « فأما نوادره فهي - اي النسخ - كثيرة ، لان الرواة لها كثيرة، فهي - اي النسخ - تختلف باختلافهم »
ذكر بعض كتبه الأخرى :
- المغازي.
- كتاب الكفر والإيمان.
- كتاب البداء.
- كتاب الاحتجاج في الإمامة.
- كتاب الحج.
- كتاب فضائل الحج.
- كتاب المتعة.
- كتاب الاستطاعة.
- كتاب يوم وليلة.
- كتاب الملاحم.
- كتاب مناسك الحج.
- كتاب الصيام.
- كتاب اختلاف الحديث.
- كتاب المعارف.
- كتاب التوحيد.
- كتاب النكاح.
- كتاب الطلاق.
- كتاب الرضاع.[2]

## وفاته
توفي ابن أبي عمير سنة 217 هـ.